# Diodato Leardi
Diodato Leardi (Tortona, 1827 – Tortona, 1893) è stato un pubblicista e politico italiano.
Studioso di lingue e opere letterarie, combattente nella prima guerra d'indipendenza è stato censore agli studi a Tortona e sindaco del comune di Viguzzolo. Deputato nella sesta legislatura del Parlamento subalpino è stato rieletto nell'ottava legislatura del Regno d'Italia e nella decima.
La sua elezione nella decima legislatura fu sottoposta a inchiesta giudiziaria. Al termine dell'indagine furono rilevate alcune irregolarità nell'elezione, ma risultavano ininfluenti sul risultato finale e l'elezione fu convalidata